# Gombe (nigerijska država)
Gombe, federalna nigerijska država, 18.768 četvornih kolimetara (po drugim podacima 20.265), 2.365.040 stanovnika (2006), glavni grad Gombe
Gombe je nastala 1. listopada 1996. izdvajanjem iz države Bauchi na sjeveroistoku Nigerije.

## Područja lokalnih samouprava
Sastoji se od 11 područje lokalnih samoupravea LGA, to su:
- Akko
- Balanga
- Billiri
- Dukku
- Funakaye
- Gombe
- Kaltungo
- Kwami
- Nafada
- Shongom
- Yamaltu/Deba

## Etničke grupe
Najvažnije etničke grupe kje ovdje žive su Tangale, Terawa, Waja, Kumo, Fulani, Kanuri, Bolewa, Jukun, Pero/Shonge, Tula, Cham, Lunguda, Dadiya, Banbuka, Hausa i Kamo/Awa

## Jezici
U državi gombe govori se 21 jezik, to su:
- awak LGA Kaltungo
- bangwinji	LGA Balanga, Billiri, Kaltungo
- bole LGA Dukku
- burak LGA Billiri i Kaltungo, grad Burak
- dadiya LGA Balanga
- dijim-bwilim LGA Balanga
- fulfulde
- hausa
- jara LGA Akko i Yamaltu/Deba
- kamo LGA Billiri, Kaltungo i Akko
- kushi LGA Billiri i Kaltungo, selo Kushi
- kutto LGA Dukku
- kwaami LGA Gombe
- longuda LGA Balanga
- loo LGA Kaltungo
- ngamo LGA Nafada/Bajoga
- tangale LGA Billiri, Kaltungo, Akko i Balanga.
- tera LGA Yamaltu/Deba
- tso LGA Kaltungo
- tula LGA Kaltungo
- waja LGA Akko, Balanga i Yamaltu/Deba.

## Klima
Na području Gombe javlja se sušno godišnje doba koje traje od studenoga do ožujka, i kišna aezona od koja traje od travnja do listopada.

## Privreda
Oko 80% stanovništva bavi se zemljoradnjom, uzgojem kukuruza, sorghuma, riže i pšenice, raznog voća i povrća, kao i uzgojem domaćih životinja: govedo, ovca, koza, perad, svinje i drugo